# Eorhynia
Eorhynia é um gênero de plantas extintas do Siluriano Superior (Pridoli, por volta de 430 à 420 milhões de anos atrás) que se assemelha um pouco ao gênero Rhynia. Os fósseis foram encontrados na Podólia, na Ucrânia.